# Tygodnik Polski (Harbin)
Tygodnik Polski – tygodnik wydawany w Harbinie (Chiny) od 1922 do 1940. Była to najdłużej ukazująca się polska gazeta w Mandżurii.
Inicjatorem powstania gazety był proboszcz parafii św. Stanisława w Harbinie, ks. Władysław Ostrowski; pierwszym redaktorem naczelnym był Kazimierz Grochowski.
W latach 1925–1926 ukazywał się z dodatkiem Daleki Wschód, w r. 1930 z dodatkiem Biuletyn Polskiego Koła Akademickiego Badania Chin.
Wydawanie gazety zostało zawieszone przez okupacyjne władze Mandżukuo w ramach ograniczania działalności kulturalno-społecznej harbińskiej Polonii.